# Fåfängöfladan
Fåfängöfladan är en fjärd i Finland. Den ligger i landskapet Nyland, i den södra delen av landet, 80 km väster om huvudstaden Helsingfors.
Fåfängöfladan ligger mellan Torsö i norr och Fåfängön i söder. Den ansluter till Gammelbyfjärden i väster via Byholmsströmmen  och till Bånholmsfjärden i sydöst via Västerströmmen.